# B2Wヴァレジョ
B2Wヴァレジョ（ポルトガル語:B2W Companhia Global do Varejo）は、ブラジル・リオデジャネイロに本社を置くブラジル最大のオンライン電子商業者である。アメリカナス・ドットコムとサブマリーノ・ドットコムの2社が合併したことによって誕生した。
同社の53.25%の議決権をロジャス・アメリカナスが保有しており、ブラジル国内における50%以上のオンライン取引シェアを保有している。
B2Wは、サブマリーノ・ドットコム、アメリカナス・ドットコム、ショップタイム、イングレッソ・ドットコム、ブロックバスターなどのウェブサイトを運営しており、既に、ブラジル以外ではアルゼンチンとメキシコで活動している。さらに、インド、ウルグアイ、中華人民共和国、チリ、アメリカ合衆国で事業拡大を計画している。